# エメリー・ワールドワイド17便墜落事故
エメリー・ワールドワイド17便墜落事故は、アメリカ合衆国・ネバダ州リノからカリフォルニア州サクラメントを経由してオハイオ州デイトンへ向かう国内定期貨物便だったエメリー・ワールドワイド17便が2000年2月16日にサクラメント・マザー空港から離陸した直後に墜落し、3人の乗員全員が死亡した事故である。
国家運輸安全委員会（NTSB）の調査によると、離陸中に右の昇降舵のコントロールを失ったことが原因とされた。NTSBはさらに、エメリー・ワールドワイドによって行われた間違ったメンテナンス手順が、昇降舵の制御棒のボルトに過大なトルク負荷をもたらしたことも明らかにした。
15の勧告がNTSBによって発行された。推奨事項の1つは、アメリカのすべてのDC-8を検査して、昇降舵のタブの取り外しによって発生する可能性のある墜落を防止することだった。連邦航空局はその後100以上のメンテナンス違反を発見した。エメリー・ワールドワイドは、2001年8月13日に運行を終了した。

## 事故の経緯

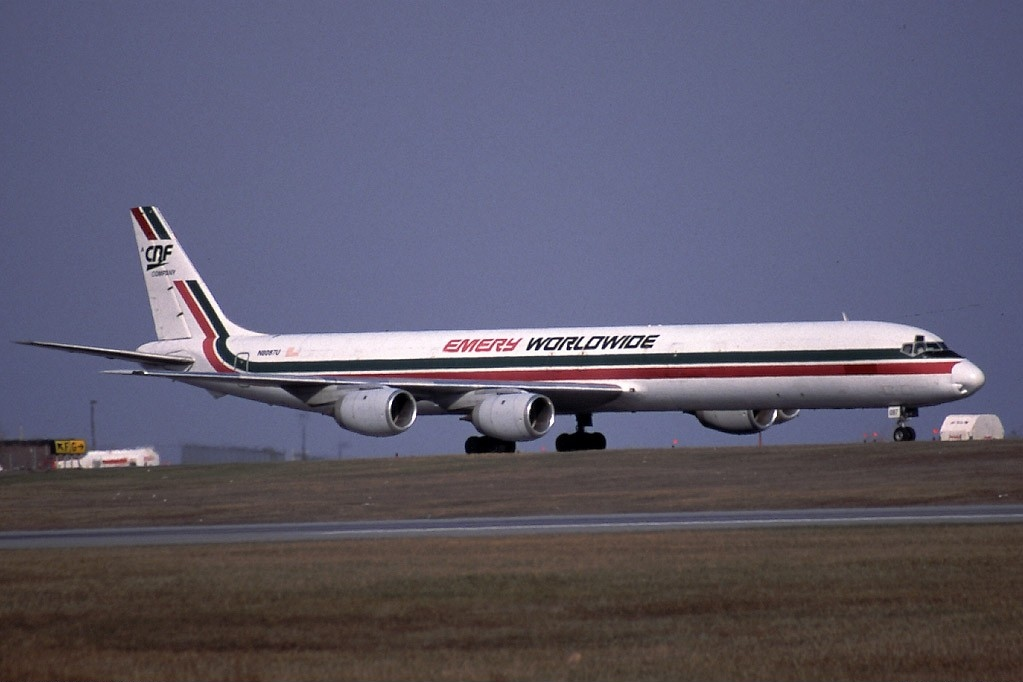
エメリー・ワールドワイドのDC-8-71F

17便はネバダ州リノ・タホ国際空港からカリフォルニア州サクラメント・マザー空港を経由してオハイオ州ジェームス・M・コックス・デイトン国際空港へ向かう国内定期貨物便だった。3人の乗員を乗せたダグラス DC-8-71F（N8079U、1968年製・元ユナイテッド航空）はアメリカの大手航空貨物会社エメリー・ワールドワイドが運行していた。
タクシーチェックリストを完了した後、乗員は現地時刻19時47分頃に離陸前チェックリストを開始した。サクラメント管制に滑走路22Lからの離陸許可を要請した。17便は離陸滑走を開始した。
機体がV1（離陸決心速度）に達し、機長がローテートと告げた。FDRによるとピッチは機首上げ0.2度から機首上げ5.3度に増加した。乗員が操縦桿を押している（機首下げ）にもかかわらずピッチは増え続けた。この間、操縦桿は前方14.5度から17.4度まで押されており、エレベータの角度は上向き（機首上げ）約5.5度から8.6度に増加している:3-4。
機体が滑走路から離陸した直後、航空機は左旋回し、副操縦士が早急にサクラメントに戻りたいと告げた。エンジンのRPMが低下し始め、スティックシェーカーが作動し始めた。機長は緊急事態を宣言した。機体は不安定に動き始め、ピッチとバンク角が減少し始め、17便は降下し始めた。
機長はエンジンの回転数が上昇し始めると緊急事態宣言を繰り返した。17便は11度に傾きながら降下していた。その後、機体は上昇し始めるが、それにつれて左へ傾いていった。機長はサクラメント管制に非常にコントロールが難しい状況にあると伝えた。
17便は北西方向に飛行を続けていたが乗員は、機体を安定させようとしていた。地上近接警報システム（GPWS）が鳴り始め、19時51分に、左主翼が中古車回収場の南東端に隣接する2階建ての建物に取り付けられたコンクリートとスチールの支柱に接触した。DC-8は空港から1キロほどの中古車回収場に墜落し、何百台もの車に衝突しながら炎上した。乗員3人は全員死亡した。

## 事故原因
コックピット・ボイス・レコーダーの記録によると、離陸して10数秒後には、副操縦士が空港へ引き返すと機長らに話した。また当初、乗員らは荷崩れが起きたと考えていたが、最終的には、昇降舵の異常であると考えていたようだった。
機体の残骸を調査した結果、右のエレベーター・クランクとプッシュロッドを繋ぐボルトが欠落しており、プッシュロッドの後端も比較的無傷だった。一方、左側はボルトがしっかりと付いており、プッシュロッドは折れ曲がっていた。FDRの記録から、離陸時の昇降舵異常はボルトの脱落によるものだと推定された。また、右側のボルトは、サクラメントへの着陸時に脱落したと考えられた。離陸滑走時に、昇降舵に空力的な負荷がかかり、クランクとプッシュロッドが接触した。それによって、右の昇降舵は極端な機首上げ状態になった:66-67。
ボルトは、本来ピンによって固定されているが、事故機の右側のボルトにはピンが付いていなかったと推定される。事故機は、墜落の少し前にD検査とメンテナンスを受けており、そのどちらかでピンを付け忘れたと思われるが、どちらの検査で起こったかは特定できなかった:68。
国家運輸安全委員会（NTSB）は、事故の3年後の2003年に最終報告書を発表した。報告書によると、17便の墜落は、右の昇降舵制御タブの脱落によって引き起こされたと述べられている。脱落は、取付けボルトを適切に固定して検査することをしなかったために生じた。

## CVRの記録
不明瞭な発言は#で示しており、一部省略した部分もある。
| 時間         | 発言者       | 発言内容 |
| ------------ | ------------ | --- |
| 19時48分44秒 | 機長         | airspeed's alive.（対気速度よし） |
| 19時48分44秒 | 副操縦士     | alive here. |
| 19時48分50秒 | 機長         | eighty knots.（80ノット） |
| 19時49分53秒 | 副操縦士     | ... elevator checks. |
| 19時49分02秒 | 機長         | V one.（離陸決定速度） |
| 19時49分06秒 | 機長         | rotate.（機首引き上げ） |
| 19時49分09秒 | 機長         | ... watch the tail. |
| 19時49分13秒 | 機長         | V two.（安全離陸速度） |
| 19時49分14秒 | 機長         | positive rate. |
| 19時49分16秒 | 副操縦士     | I got it. |
| 19時49分17秒 | 機長         | you got it? |
| 19時49分17秒 | 副操縦士     | yep. |
| 19時49分18秒 | 機長         | all right. |
| 19時49分19秒 | 副操縦士     | we're going back. |
| 19時49分20秒 | 航空機関士   | what the #? |
| 19時49分20秒 | 副操縦士     | CG's waay out of limits. |
| 19時49分25秒 | 航空機関士   | #. do you want to pull the power back?（パワーを下げますか？）                                                                                 |
| 19時49分30秒 | 副操縦士     | oh #. |
| 19時49分30秒 | 機長         | push forward. |
| 19時49分36秒 | 無線交信     | Emery seventeen emergency.（エメリー17、緊急事態発生）                                                                                         |
| 19時49分38秒 | 副操縦士     | ahhh #. |
| 19時49分40秒 | 管制官       | Emery seventeen Sacramento departure radar contact say again? （エメリー17、こちらサクラメント出域管制。レーダーで捕捉。もう一度お願いします） |
| 19時49分40秒 | 副操縦士     | you steer. I'm pushing. |
| 19時49分44秒 | 機長         | Emery seventeen has an emergency.（エメリー17、緊急事態発生）                                                                                  |
| 19時49分44秒 | 航空機関士   | we're sinking. we're going down guys.（降下中。降下中。）                                                                                      |
| 19時49分46秒 | 副操縦士     | Emery seventeen go ahead.（エメリー17、どうぞ）                                                                                                |
| 19時49分47秒 | 副操縦士     | power. |
| 19時49分52秒 | 機長         | all right all right. . . all right. |
| 19時49分54秒 | 副操縦士     | push. |
| 19時49分54秒 | 航空機関士   | okay so... we' re going back up. |
| 19時49分57秒 | 航空機関士   | there you go. |
| 19時49分58秒 | 機長         | roll out. |
| 19時50分04秒 | 機長         | Emery seventeen extreme CG problem.（エメリー17、深刻な事態が発生）                                                                            |
| 19時50分06秒 | 管制官       | Emery seventeen roger.（エメリー17、了解） |
| 19時50分11秒 | 機長         | roll out to the right. |
| 19時50分12秒 | 副操縦士     | okay. |
| 19時50分15秒 | 副操縦士     | push. |
| 19時50分18秒 | 副操縦士     | awww... |
| 19時50分26秒 | 航空機関士   | you got the trim maxed? |
| 19時50分28秒 | 副操縦士     | power. |
| 19時50分28秒 | 航空機関士   | more? |
| 19時50分29秒 | 副操縦士     | yeah. |
| 19時50分32秒 | 副操縦士     | we're gonna have to land fast. |
| 19時50分36秒 | 機長         | left turn. |
| 19時50分36秒 | 副操縦士     | okay. |
| 19時50分37秒 | 副操縦士     | what I' m trying to do is make the airplane' s position match the elevator. that' s why I'm putting it in a bank.                              |
| 19時50分45秒 | 機長         | all right. |
| 19時50分45秒 | 副操縦士     | okay. |
| 19時50分46秒 | 機長         | left turn. |
| 19時50分46秒 | 副操縦士     | so we're gonna have to land it in like a turn.                                                                                                 |
| 19時50分47秒 | 機長         | bring it around. |
| 19時50分49秒 | 副操縦士     | god #. |
| 19時50分54秒 | 副操縦士     | you got the airport? |
| 19時50分56秒 | 機長         | bring it around. |
| 19時51分00秒 | 副操縦士     | power. |
| 19時51分07秒 | 副操縦士     | power. |
| 19時51分07秒 | 副操縦士     | aww #. |
| 19時51分08秒 | 《衝撃音》   | 《衝撃音》 |
| 19時51分09秒 | 《録音終了》 | 《録音終了》 |

## 同様の事故
- 1970年9月8日、ジョン・F・ケネディ国際空港発ワシントン・ダレス国際空港行きのトランス・インターナショナル航空863便（英語版）（ダグラスDC-8-63CF、N4863T）が離陸直後に墜落。17便と同様にメンテナンス不良により昇降舵が動作不良を起こし、急激な機首上げが発生したことが原因だった[7]。

## 映像化
- メーデー!:航空機事故の真実と真相 第16シーズン第1話「Nuts and Bolts」